# Porsche

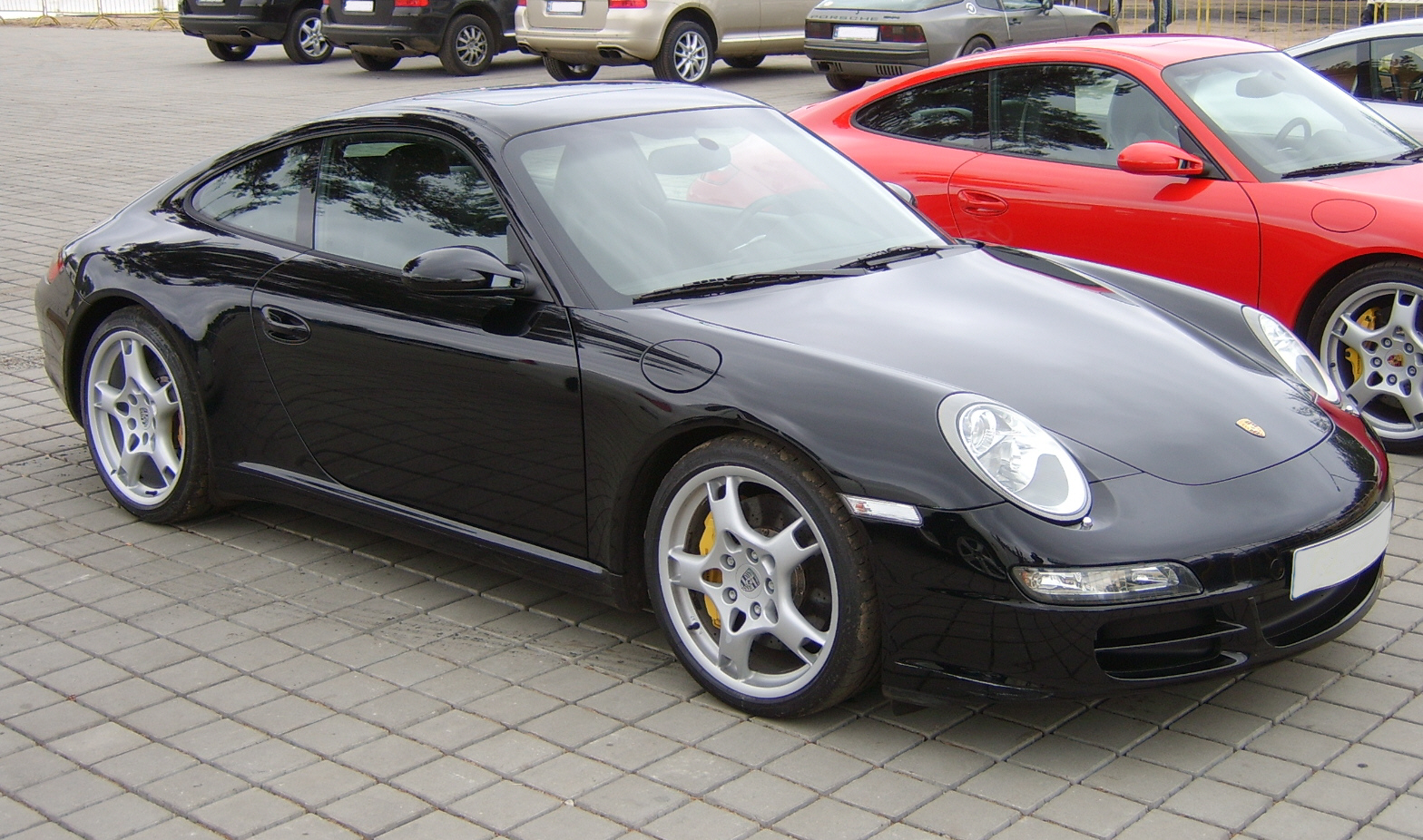
Porsche 911

Dr. Ing. h.c. F. Porsche AG și Porsche Holding SE, prescurtat de obicei la Porsche AG, sau doar Porsche, este o firmă germană constructoare de automobile sport. A fost fondată în 1931 de Ferdinand Porsche, inginerul care a creat și primul model Volkswagen bine cunoscutul Volkswagen Beetle. Compania își are sediul în Stuttgart, Baden-Württemberg. 
În România, compania este reprezentată de firmele Porsche România și Porsche Inter Auto Romania, care importă și comercializează automobile marca Porsche, Audi, Volkswagen, Skoda, Seat, Bentley și Lamborghini.

## Istorie
Ferdinand Porsche a înființat "Dr. ing. h. c. F. Porsche GmbH" în 1931, cu sediul la Königstrasse în centrul Stuttgartului. Compania oferea inițial servicii de consultanță și proiectare, și nu construia automobile sub numele propriu. Unul din primele contracte a fost cu guvernul german pentru a proiecta o mașină populară, "Volkswagen" în germană.
Primul model Porsche, Porsche 64, a fost proiectat în 1939 folosind multe componente de la Volkswagen Beetle. 
Fiul lui Ferdinand Porsche, Ferry Porsche, a decis să își construiască o mașină proprie pentru că nu a găsit una existentă care să îi satisfacă exigențele. Primele modele din ce avea să devină 356 au fost construite într-un mic atelier în Gmünd, Austria și aveau caroseria din aluminiu. Prototipul a fost prezentat dealerilor germani, și după ce comenzile au atins un număr prestabilit, producția a fost demarată. Mulți consideră 356-le că primul Porsche doar pentru că a fost primul model 'vândut' de companie. Porsche a angajat firma Reutter Carosseri, care colaborase în prealabil cu Porsche la prototipurile Volkswagen Beetle, pentru a produce caroseria 356-lui. Porsche a construit o fabrică de asamblare peste drum de Reutter Carosseri. Modelul 356 a fost omologat în 1948.

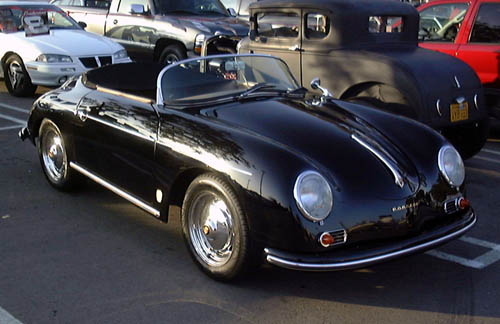
Porsche 356 Speedster

În 30 ianuarie 1951, Ferdinand Porsche a murit din cauza unor complicații apărute după un atac cerebral. 
În Germania de după război materialele erau, în general, greu de găsit așa că 356 a folosit componente de la Volkswagen Beetle incluzând motorul, cutia de viteze și suspensia. Modelul 356 a suferit câteva modificări pe parcursul producției A, B, C și multe din componentele de proveniență VW au fost înlocuite cu componente fabricate de Porsche. Ultimele modele 356 erau antrenate de motoare proiectate complet de Porsche. Caroseria a fost proiectată de Erwin Komenda care proiectase de asemenea și caroseria Beetle. Porsche a folosit de la început o configurație cu motor răcit cu aer montat în spate, rar folosită de alți producători de automobile dar care a făcut posibilă realizarea unor automobile foarte bine echilibrate.
În 1963, după unele succese în cursele auto, cu modelele Porsche 550 Spyder, compania a lansat Porsche 911 un alt automobil cu motor răcit cu aer, montat în spate dar cu 6 cilindri în configurație boxer. Echipa care a proiectat scheletul intern a fost condusă de fiul cel mare a lui Ferry Porsche, Ferdinand Alexander Porsche (F. A.) Faza de proiectare a cauzat unele conflicte interne cu Erwin Komenda care conducea departamentul însărcinat cu proiectarea caroseriei. F. A. Porsche s-a plâns că Komenda a făcut modificări neaprobate de el. Ferry Porsche a dus desenele fiului sau către producătorii Reuter. Atelierul Reuter a fost mai târziu achiziționat de Porsche (așa numita Werk II). După aceasta Reuter a devenit un producător de scaune pentru automobile, cunoscut azi ca Keiper-Recaro. 
Inițial modelul 911 trebuia să se numească 901 însă Peugeot deținea drepturile de autor pentru nume în formatul x0x. Modele de curse însă au păstrat numerotarea "corectă": 904, 906, 908. 911 a devenit cel mai cunoscut model Porsche, un succes pe pistă, în raliuri dar și în privința vânzărilor. Brandul Porsche este definit de 911 mai mult decât de orice alt model. Se fabrică și în ziua de azi însă, deși folosește multe elemente stilistice ale originalului, mecanic păstrează doar conceptul de bază - coupe cu motor 6 cilindri boxer amplasat în spate.
Modelul 911 însă se adresa altei piețe având un preț semnificativ mai ridicat față de 356. Există însă cerere pentru o mașină sport ieftină așa că a fost introdus modelul 912 având caroseria de 911 dar unele componente bazate pe 356 inclusiv motorul în 4 cilindri.

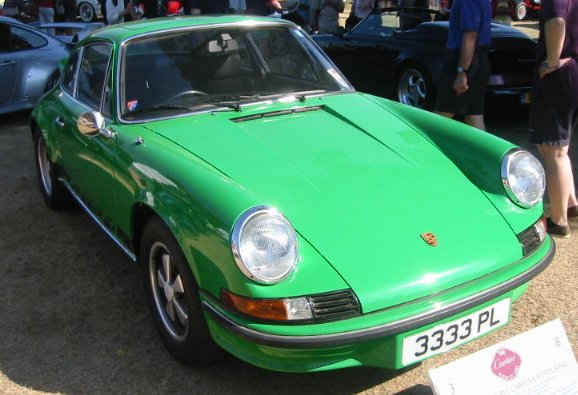
Porsche 911 Carrera RS - 1973

În anii 70 s-a încercat înlocuirea modelului 911 cu 928 un coupe cu motor frontal V8. În ciuda performanțelor și a confortului superior nu a depășit niciodată vânzările modelului 911 până în 1995 când a fost retras. Prețul mai ridicat și popularitatea modelului 911 au fost unele din motivele vânzărilor sub așteptări. 
În continuare Porsche a diversificat gama cu modele 924, 944 plasate inferior modelului 911 dar și cu alte modele. Această diversificare a continuat în istoria recentă cu introducerea modelului SUV Cayenne și va urma cu lansarea modelului Panamera un sedan cu patru uși așteptat să apară în 2009.
În 2004 a demarat producția modelului Carrera GT care, la 605 CP, este cel mai puternic model de serie fabricat vreodată de Porsche dar și cel mai scump cu un preț estimat la 450.000 EUR.
Porsche a reușit să rămână un producător independent în ciuda a diferite zvonuri de-a lungul timpului. Începând cu 2005, familiile Porsche și Piech controlează toate acțiunile cu drept de vot ale Porsche AG. În octombrie 2005 compania a anunțat achiziția a 18.53% din Volkswagen AG. Din iunie 2006 procentul s-a ridicat la 25.1%. În 2008 Porsche AG achiziționează până la 51% din acțiunile Volkswagen AG, tranzacția fiind deja aprobată de Consiliul Director al Volkswagen, devenind astfel acționar majoritar.

## Modele

### Curente

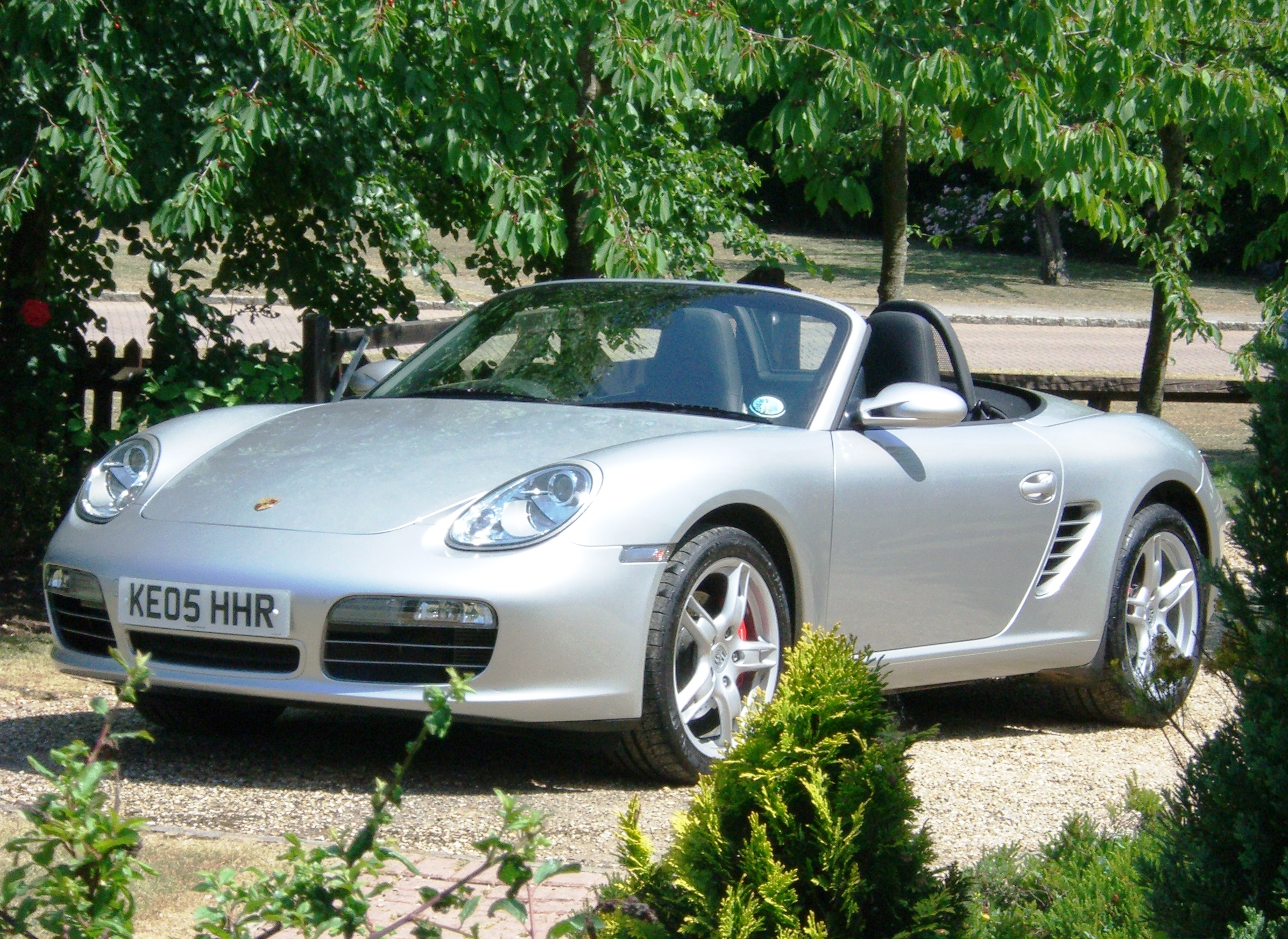
Porsche Boxster S - 2005

#### Boxster

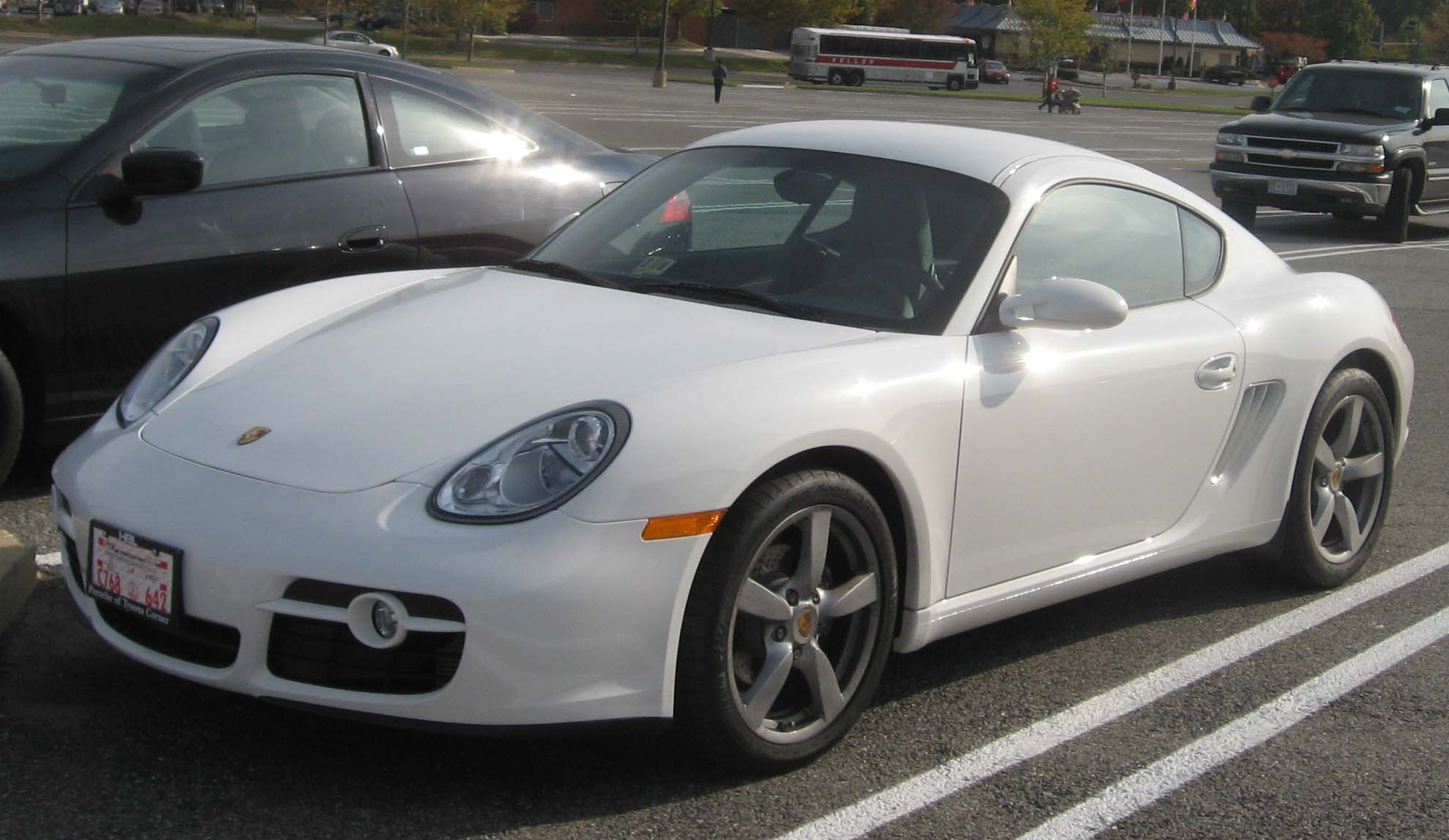
Porsche Cayman S

Porsche Boxster este modelul cel mai mic și în același timp și cel mai accesibil. A fost conceput de la bun început ca un roadster cu două locuri. Modelul actual - 987 - este la a doua generație și, în ciuda asemănării exterioare, Porsche spune că doar 20% din componente sunt comune primei generații. Modelul este oferit cu două motoare amândouă de tip boxer. Primul este un boxer cu 6 cilindri de 2,7l ce dezvoltă o putere de 245 CP (180 kW) la 6.500 rpm și un cuplu motor de 273 Nm. Al doilea, disponibil pe Boxster S, are o cilindree de 3,4l cu o putere de 295 CP (217 kW) la 6.250 rpm și un cuplu de 340 Nm. Performanțele sunt: accelerație 0–100 km/h în 6,1s și o viteză maximă de 254 km/h pentru modelul de 2,7l respectiv 6,1s și 272 km/h pentru Boxster S.

#### Cayman
Porsche-ul Cayman a apărut în 2006. Este un coupe cu două locuri bazat pe Boxster. Împarte cu acesta motoarele, deși cel de 3,4l este disponibil pe Boxster doar din 2007 fiind însă prezent pe Cayman încă de la început. Performanțele sunt și ele similare cu ale Boxster-ului 6,1s accelerație de la 0–100 km/h și 258 km/h viteză maximă și 5,4s (5,1s pentru 0-60 mph) și 275 km/h pentru Cayman S. Performanțele sunt foarte apropiate modelului 911 Carrera și există unele speculații că a fost "incapacitat" în mod deliberat de exemplu prin lipsa unui limited slip differential (LSD) nici măcar ca opțiune. Cu toate acestea pilotul de raliu Walter Röhrl a reușit un timp de 8 minute și 11 secunde pe Nürburgring Nordschleife (bucla nordică) și doar 8 minute și 15 secunde în 911 Carrera. Timpul oficial pe Nürburgring Nordschleife listat de Porsche este de 8 minute 20 secunde.

#### 911
Modelul 911 este în fabricație din 1964 și este modelul asociat cel mai mult cu numele Porsche. Încarnarea actuală a legendarului 911 - 997 - este oferit în până la 15 modele în funcție de țară. În România sunt disponibile doar 13.

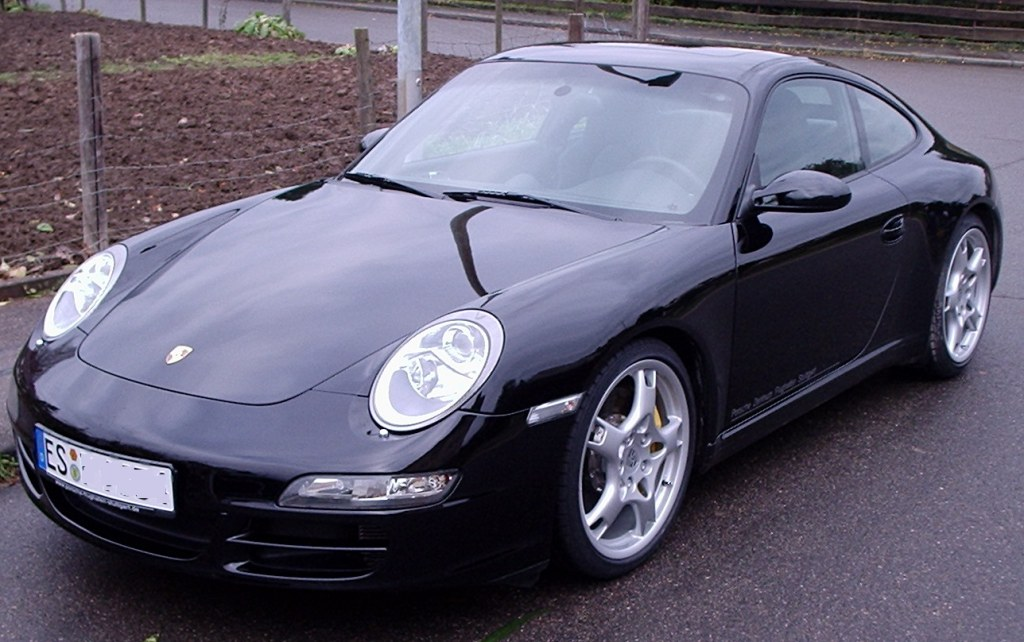
Porsche 997 S

#### 911 Carrera
Modelul de bază, 911 Carrera, este disponibil cu 2 motoare, tracțiune integrală sau spate, coupe sau decapotabilă rezultând în 8 variante: Carrera, Carrera S, Carrera Cabriolet, Carrera S Cabriolet, Carrera 4, Carrera 4S, Carrera 4 Cabriolet, Carrera 4S Cabriolet. Primul motor este un boxer cu 6 cilindri 3,6l, identic practic cu motorul oferit pe predecesorul 996, ce dezvolta 325 CP (239 kW). Al doilea este un boxer 6 cilindri de 3,8l cu 355 CP (261 kW). Coupeul are o accelerație 0–100 km/h de 5,0s respectiv 4,8s pentru Carrera S și o viteză maximă de 285 km/h respectiv 293 km/h. Performanțele variază puțin pentru Cabriolet și pentru varianta cu tracțiune integrală. 

#### 911 Targa
Targa este echipat cu un acoperiș de sticlă retractabil. Este disponibil în variantele Targa 4 și Targa 4S.

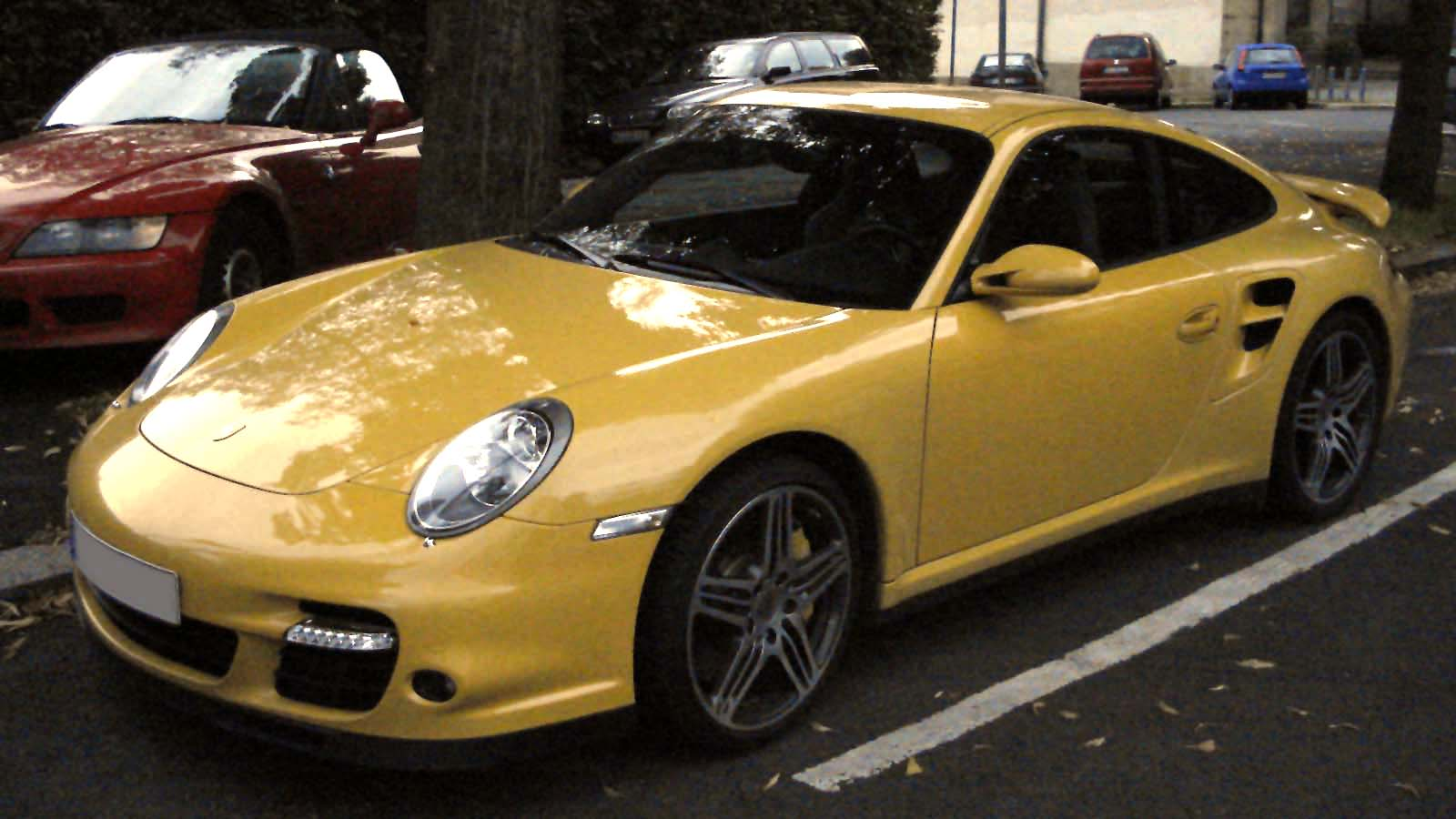
Porsche 997 Turbo - 2007

#### 911 Turbo
Modelul de vârf, 911 Turbo, este disponibil doar cu tracțiune integrală în varianta Coupe și Cabriolet. Motorul este bazat pe cel al modelului 996 care la rândul său este bazat pe cel de pe GT1, modelul de curse, motor care s-a dovedit foarte fiabil. Acesta este un boxer cu 6 cilindri de 3,6l ce dezvoltă 480 CP (353 kW) la 6.000 rpm și cuplu motor de 620 Nm. Acesta conferă turboului o accelerație 0–100 km/h de 3,9s respectiv 3,7s pentru cutia automată Tiptonic S (3,7s și 3,4s pentru 0-60 mph) și o viteză maximă de 310 km/h. Are unele modificări estetice față de Carrera printre care bara față modificată, găurile de aer laterale și altele. 

#### 911 GT3 și GT3 RS
GT3 este modalitatea Porsche de a omologa modelul 911 pentru curse și este de asemenea folosit ca model de bază pentru echipe private de curse. Acesta este propulsat de un motor boxer 6 cilindri de 3,6l aspirat normal ce dezvoltă 415 CP (309 kW). De asemenea are unele modificări pentru a-i conferi performanțe mărite, modificări de ordin aerodinamic, garda la sol scăzută și o greutate de doar 1395 kg. Modelul RS continuă modificările prin scaune de curse din fibră de carbon și roll bar. Performanțele sunt accelerație 0–100 km/h în 4,3s (4,2s pentru RS) și o viteză maximă de 310 km/h.

#### 911 GT2

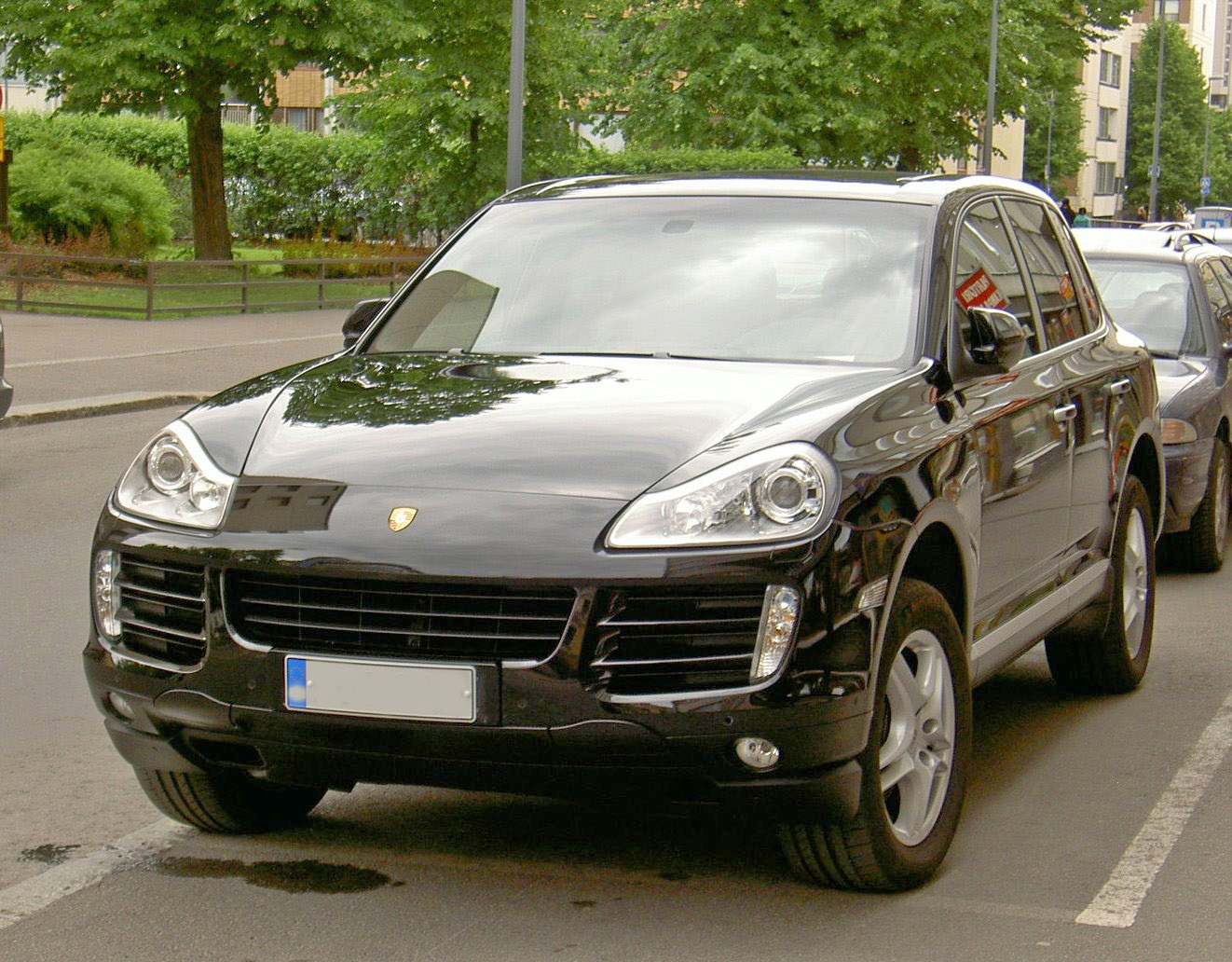
Porsche Cayenne - 2008

911 GT2 este varianta cea mai performantă și a început să fie oferită în 2007. Are un motor boxer 6 cilindri de 3,6l supraalimentat ce dezvoltă 530 cp (395 kW) la 6500 rpm și este cel mai puternic model din gama Porsche după retragerea de pe piață a Carrera GT. Are o masă mai scăzută și doar tracțiune spate, față de Turbo. Accelerația de la 0–100 km/h este de 3,7s și viteza maximă de 329 km/h.

#### Cayenne
Modelul Cayenne a fost dezvoltat în colaborare cu Volkswagen pentru un cost de producție mai scăzut. Este un SUV primul fabricat vreodată de Porsche. Este oferit, momentan, în trei variante Cayenne, Cayenne S și Cayenne Turbo. Modelul de bază are un motor V6 de 3,6l de proveniență Volkswagen care a fost însă modificat substanțial. Acesta oferă 290 CP (213 kW) la 6.200 rpm și 385 Nm la 3.000 rpm. Performanțele sunt: accelerație 0–100 km/h în 8,1s și o viteză maximă de 227 km/h. Cayenne S are un V8 de 4,8l capabil de 385 CP (283 kW) la 6.200 rpm și 500 Nm la 3.500 rpm cu o accelerație 0–100 km/h de 6,6s și o viteză maximă de 252 km/h. Modelul de vârf, Cayenne Turbo, are un motor V8 de 4,8l ce dezvoltă 500 CP (368 kW) la 6.000 rpm și 700 Nm între 2.250 - 4.500 rpm. Deși nu a fost primit foarte bine de fanii Porsche modelul Cayenne a fost un succes de vânzări. Pe unele piețe, de exemplu SUA, fiind cel mai bine vândut model Porsche.
Există și motorul Cayenne Diesel 3.0 pe care îl găsim și pe Volkswagen Touareg , Audi Q7. Motorul dezvoltă 240 CP (176 KW) la 2,000 - 2,250 1/min și dezvoltă un cuplu maxim de 550 Nm. Accelerația de la 0 – 100 km/h în 7,8 s.
Modelul Panamera este un model mai nou.

### Anterioare
- Porsche 918 (2013–2015)